# Maria Sur
Maria Sur (magyar átírásban: Marija Szur, ukránul: Марія Сур, Zaporizzsja, 2004. december 31. – ) ukrán énekesnő, a svéd Melodifestivalen döntőjének résztvevője 2023-ban és 2024-ben.

## Pályafutása
Maria Sur Zaporizzsjában született. 2022-ben részt vett a Holosz Krajini című tehetségkutató műsor tizenkettedik évadában, ami a The Voice ukrán változata. A 2022-ben kirobbant orosz–ukrán háborút követően Sur és édesanyja elmenekültek Ukrajnából, és Svédországban telepedtek le. Sur hamarosan kapcsolatba került Sarah Dawn Finer énekesnővel, aminek következtében Sur felléphetett egy jótékonysági gálán a stockholmi Avicii Arénában. Itt előadta a Destiny’s Child Survivor című dalát. Később lemezszerződést írt alá a Warner Music Swedennel.
Sur 2023-ban vett részt először a svéd eurovíziós válogatóműsorban. A Never Give Up című dalt adta elő 2023. február 11-én a második válogatóban. Itt az első helyen jutott tovább a március 11-i döntőbe, ahol a szavazáson 47 pontot sikerült összegyűjtenie (10-et a nemzetközi zsűriktől és 37-et a nézőktől kapott), így összesítésben a kilencedik helyen végzett.
2023. december 1-jén jelentette be az SVT, hogy az énekesnő ismét bejutott a versenydalával a Melodifestivalen következő évi mezőnyébe. A When I'm Gone című versenydalát először a február 10-én rendezendő második elődöntőben adta elő Göteborgban. A szavazás során 94 ponttal a második helyen végzett, így továbbjutott a március 9-i döntőbe, ahol a szavazáson 72 pontot sikerült összegyűjtenie (37-et a nemzetközi zsűriktől és 35-öt a nézőktől kapott), mellyel összesítésben a hetedik helyen végzett.

## Diszkográfia

### Kislemezek
- Bad Boy (2021)
- Камуфляж (Kamufljazs) (2021)
- That's the Way (2022)
- Never Give Up (2023)
- Partner In Crime (2023)
- Santa, Can't You Hear Me (2023)
- No Christmas Tears (2023)
- When I'm Gone (2024)
- Dance Alone (2024)
- When Christmas Calls You Home (2024)
- Follow (2025)